# Centre Sportif ADEPS L'Hydrion
 (juin 2024).
Si vous disposez d'ouvrages ou d'articles de référence ou si vous connaissez des sites web de qualité traitant du thème abordé ici, merci de compléter l'article en donnant les références utiles à sa vérifiabilité et en les liant à la section « Notes et références ».
 (juillet 2024).
- Si vous ne connaissez pas le sujet, laissez ce bandeau (vous pouvez alors contacter les auteurs).
- Si vous supprimez le contenu mis en cause (vous pouvez préalablement contacter les auteurs),

argumentez précisément cette suppression dans la page de discussion
(un manque de référence n'est pas un argument ; une recherche réelle de référence doit avoir été effectuée, être formellement documentée).
Le centre sportif ADEPS de l’Hydrion est un complexe sportif situé à Arlon en Belgique. Réalisé entre 1968 et 1973 par les architectes Claude Emery et Jacques Baudon, son nom vient d’une des divinités grecques des eaux nommé Hydros.

## Localisation
Situé en Province du Luxembourg, Wallonie en Belgique, ce complexe sportif est situé Rue de l’Hydrion au numéro 108 à Arlon. La périphérie ouest de la ville d'Arlon appelée l’Hydrion est une zone humide et marécageuse. Cette zone humide s'étend à l'ouest et au sud du centre sportif de l'Hydrion. La rue porte le nom du complexe. Les environs sont principalement composés de zones commerciales et industrielles.

## Histoire
Le centre sportif ADEPS de l’Hydrion fait partie à la stratégie de la promotion du sport comme un loisir au public générale et aux jeunes par l’état Belge. Cette stratégie était plutôt active de 1970 à 1985 avec la construction de plus de 30 centres sportifs sur le territoire belge. Avant la construction du complexe, il y avait déjà un lieu temporaire présent à Arlon où les stages de sport étaient organisés par l'Adeps en 1964 et 1965.
Avant la deuxième guerre mondiale, en 1936, deux frères cultivateurs, les frères Klein, étaient les propriétaires du terrain, il y avait une maison de maître et surtout des sources dont les frères se plaignaient du trop grand nombre. Un curé leur a alors suggéré d’installer un bassin de natation. Ils en ont fait deux, alimentés par les sources, avec des cabines sur le pourtour. L’entrée se faisait par la maison de maître. Les bassins préexistants sont devenus par la suite un seul bassin de natation. En 1968, Pierre Wigny, ministre de la culture, décida dans le cadre d’un plan quinquennal, d’ériger un grand centre sportif provincial dans chaque chef-lieu. À cette fin, la Ville d’Arlon vendit à l’État une vingtaine d’hectares de sa propriété de Schoppach. L’ADEPS, sous la direction de M. Wasterlain, à l’époque directeur générale de l’ADEPS, érigea le centre avec le bassin de natation déjà en place. Ainsi, la maison de maître fut démolie pour laisser place au bâtiment principal du complexe sportif et l’espace paysager travaillé pour ajouter des équipements sportifs extérieurs. Après une période de conception de deux années entre 1968 et 1970, le chantier de la construction commença en 1970.
Le 24 juin 1970, M. Albert Parisis, conviait un ensemble de personnalités locales et provinciales et les représentants de la presse à une conférence d'information à l’occasion de l'ouverture du chantier de construction du centre sportif provincial de l'Hydrion, à Arlon. L’ouverture du complexe sportif eut lieu en 1973 et l’inauguration 3 ans après l’ouverture, le 26 septembre 1976.

## Architecture

### Le Plan d'Implantation
Le centre Adeps de l’Hydrion s’étend sur une superficie de 23 hectares. Ce centre ADEPS regroupe aujourd’hui un bâtiment principal (salles de sport et partie hébergement) avec une piscine extérieure, des équipements extérieurs tel qu'un terrain omnisport, 4 courts de tennis, une piste d’athlétisme avec un terrain central, un abri d’athlétisme et une quinzaine de chalets pour sportifs et stagiaires.

### L'Aménagement Paysager
La zone humide de l'Hydrion est située en Lorraine, dans la périphérie ouest de la ville d'Arlon, non loin du quartier de Schoppach. Elle s'étend dans la vallée de la Semois à l'ouest et au sud du centre sportif de l'Hydrion.
Par rapport à la voirie, le complexe est en retrait d’une trentaine de mètres. La distance varie à cause de la géométrie du site. Ce recul est effectué pour laisser la place à un espace vert et à un parking.
Pour déambuler dans le site, nous notons la présence d’un réseau de chemins piétonnier qui relient l’ensemble des zones du complexe (les terrains, les chalets). La piscine reste la zone la plus isolée. Elle est entourée par les bâtiments principaux et l’accès se fait uniquement par l’espace d’accueil. Des haies de tuyas jouent le rôle de clôture pour séparer la piscine du reste du territoire. Cela permet de réduire la possibilité d’accès depuis l’extérieur et de privilégier un maximum l’intimité des utilisateurs.
En plus des logements présents dans le bâtiment principal, quinze chalets ont été réalisés par la Régie du Travail Pénitentiaire pour gérer la fréquentation importante en dehors de la période hivernale. Au total, on dénombre 15 chalets de 5 personnes et de la place pour une centaine de personnes sur deux étages, à l’intérieur du grand bâtiment.

### Les Plans

#### L'Espace d'Accueil
Cet espace se trouve entre les bâtiments d’omnisports et d’hébergement. Elle crée une barrière et une zone de distribution entre le côté hébergement et la salle omnisport. On y accède par une rampe mesurant environ 19m de longueur et de 4m de large. De part et d’autre de cette rampe, il y a également deux rampes descendantes au niveau de la piscine qui nous amène vers ses vestiaires.

#### Le plan du bâtiment concernant la salle omnisports

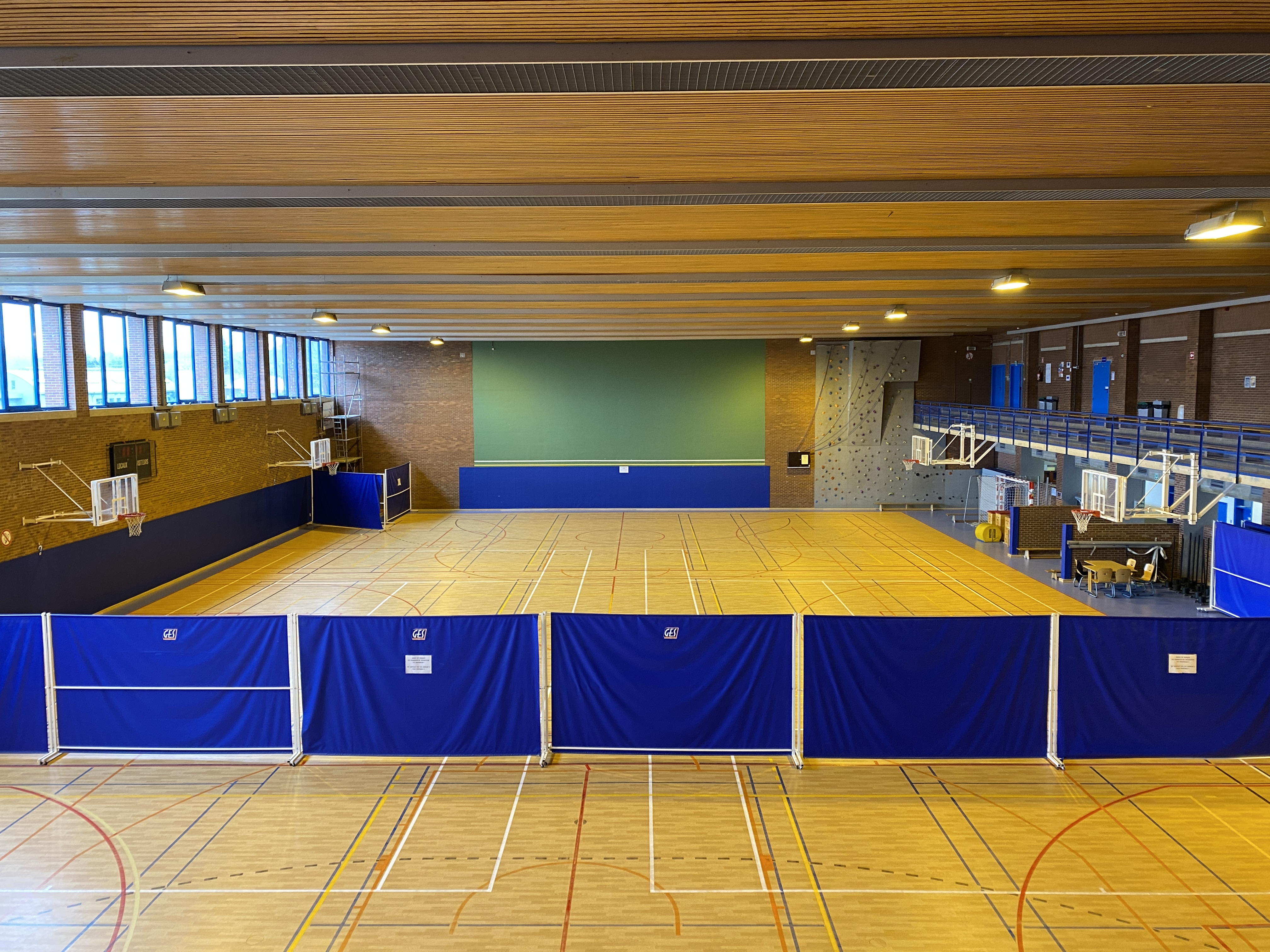
Vue intérieure de la salle omnisport

On trouve la salle omnisports et ses vestiaires au niveau du rez-de-chaussée. La salle mesure 46m x 28m avec une hauteur sous plafond de 8m 30cm. Les vestiaires traversant sont mis successivement au bord du côté long de la salle. Ils s’ouvrent vers un couloir qui les relie avec une vue directe sur la piscine et le paysage. Chaque vestiaire a ses propres sanitaires.
Au niveau +1, il y a des salles de classe pour les lectures et des tribunes pour regarder les activités sportives qui se déroulent dans la salle omnisport. Un ancien solarium, par le prolongement de la toiture a été réhabilité en foyer. Cette réhabilitation s’est déroulée pendant des travaux de rénovation supervisés par l’architecte Henri Poncin.
Enfin les vestiaires pour la piscine, une salle de sport et les espaces techniques se trouvent au niveau -1.
Tous les étages sont reliés par deux cages d’escaliers qui se trouvent de part et d'autre de la salle omnisport.

#### Le Plan du Bâtiment d’Hébergement
On trouve les bureaux administratifs, la cuisine et le petit réfectoire au rez-de-chaussée.
26 chambres sont réparties sur deux étages supérieurs pour prévoir l’hébergement d'une centaine de personnes. Les chambres sont reliées par un couloir central avec deux cages d’escalier et un ascenseur.
Les espaces techniques et quelques bureaux sont au niveau -1.

### Les Modifications
Le bâtiment est resté pendant 30 ans en l'état. Puis il a subi une succession de transformations et de rénovations.
Les plus grands travaux des rénovations ont été dirigés par l’architecte Henri Poncin de 1996 à 2007.
Par rapport aux besoins de l’époque la grande terrasse, anciennement utilisée comme solarium, est transformée en espace de repos et de détente. Avec l'évolution des normes de sécurité, deux escaliers de secours ont été installés à l’extérieur en cas d'évacuation. Cependant l’une des plus grandes modifications architecturales est l’extension de la salle d’accueil: 
Cette extension en ardoise naturelle est composée d’une salle de mise en condition physique au niveau -1 et d’un prolongement du réfectoire déjà existant au rez-de-chaussée.

### Les Façades
L’utilisation de briques rugueuses rouges comme maçonnerie de parement est dominante sur toutes les façades. Certains éléments architecturaux comme les garde-corps et l’encadrement des balcons de la partie d’hébergement sont des éléments préfabriqués en béton brut. Les châssis étaient peints en bleu, référence à l’histoire aquatique du site. Cependant au fils du temps, tous les châssis en bois d’origine ont été remplacés par leurs équivalents en aluminium et repeints avec une couleur gris anthracite.
Le bâtiment faisait partie du mouvement brutaliste.

### Les Autres Infrastructures du Complexe

#### La Piscine
Il s’agit d’une piscine en plein-air. Elle manque d’être une piscine olympique pour quelques centimètres. Elle est utilisée sous différents formes depuis presque un siècle. La présence d’eaux de sources a été l’élément déclencheur de la construction des deux bassins à cet endroit. Au départ, elles étaient autoalimentées par ces sources, ce qui aujourd’hui n’est plus autorisé. Elles ont été réunies pour former une seule et même piscine après l’achat du site par l’Adeps. Aujourd’hui, cette piscine appartient à l’État et par conséquent, est la dernière piscine appartenant à la communauté française. La rénovation de la piscine a débuté en 2023 sous le contrôle des bureaux d'architecture A3 Architecture et de Réservoir A pour actualiser la technique défectueuse: des fissures engendraient des fuites de 150 m3 d’eau chaque jour.
Cette rénovation fut également acceptée pour permettre son homologation en ajoutant quelques centimètres à la piscine pour les compétitions des jeunes nageurs. En effet, des erreurs techniques ont été identifiées depuis 1973 en reprenant le bassin des frères Klein. Les murs mesuraient bien 50 m de long mais ils n’ont pas pris en compte l’épaisseur des parois internes. Une fois terminé, le bassin mesurait 49,6m et n’était donc pas homologable. Après rénovation, cette piscine conservera sa capacité de 6 couloirs. Elle n’est pas aux normes pour les compétitions officielles olympiques mais les nageurs auront la possibilité de venir s’y entrainer.
Durant la rénovation de la piscine, on a retrouvé les murs du bassin d’origine pour par la suite couler un bac. Elle conservera ces profondeurs et restera en plein air.

#### L’Abri d’Athlétisme
En 2023, le bureau d’architecture Reservoir A conçoit un bâtiment technique venant remplacer un pavillon sanitaire. Cette nouvelle construction vient regrouper et remplacer plusieurs autres anciennes entités utilisées dans les mêmes buts. Cet espace est destiné à accueillir des zones de stockage, des ateliers de réparations de vélos, de ferronnerie et de menuiserie ainsi que des vestiaires pour les coureurs et d'une chambre d'appel pour le rassemblement des athlètes avant une compétition et d’où les juges peuvent observer les compétitions . Il est conçu sur un plan carré en plaçant les fonctions d’entretien à l’arrière et les espaces pour les athlètes et les juges à l’avant, plus proche, et vers la piste d’athlétisme. L’utilisation des différents matériaux accentuent différentes fonctions.

#### Les Terrains de Sport
Les terrains de sport ont toujours été au même emplacement mais ils subissent plusieurs rénovations successives afin de les entretenir. Les infrastructures présentes sont: Un terrain omnisports de dimensions 50×36 mètres en béton asphaltique, 4 terrains de tennis d’une dimension totale de 60×40 mètres en gazon synthétique, un terrain d’entrainement de 100×60 mètres pouvant servir à la fois pour les activités de football ou de hockey, une piste d’athlétisme rénovée en 2012 avec un revêtement en EPDM de 400m au tour avec six couloirs (huit dans la ligne droite) avec un terrain central gazonné de 110×70 mètres. Autour de ce dernier, plusieurs activités d’athlétisme peuvent être pratiquées à savoir le lancer de disque, de poids, de javelot, le saut à la perche et les différentes disciplines de sauts.
Les Chalets

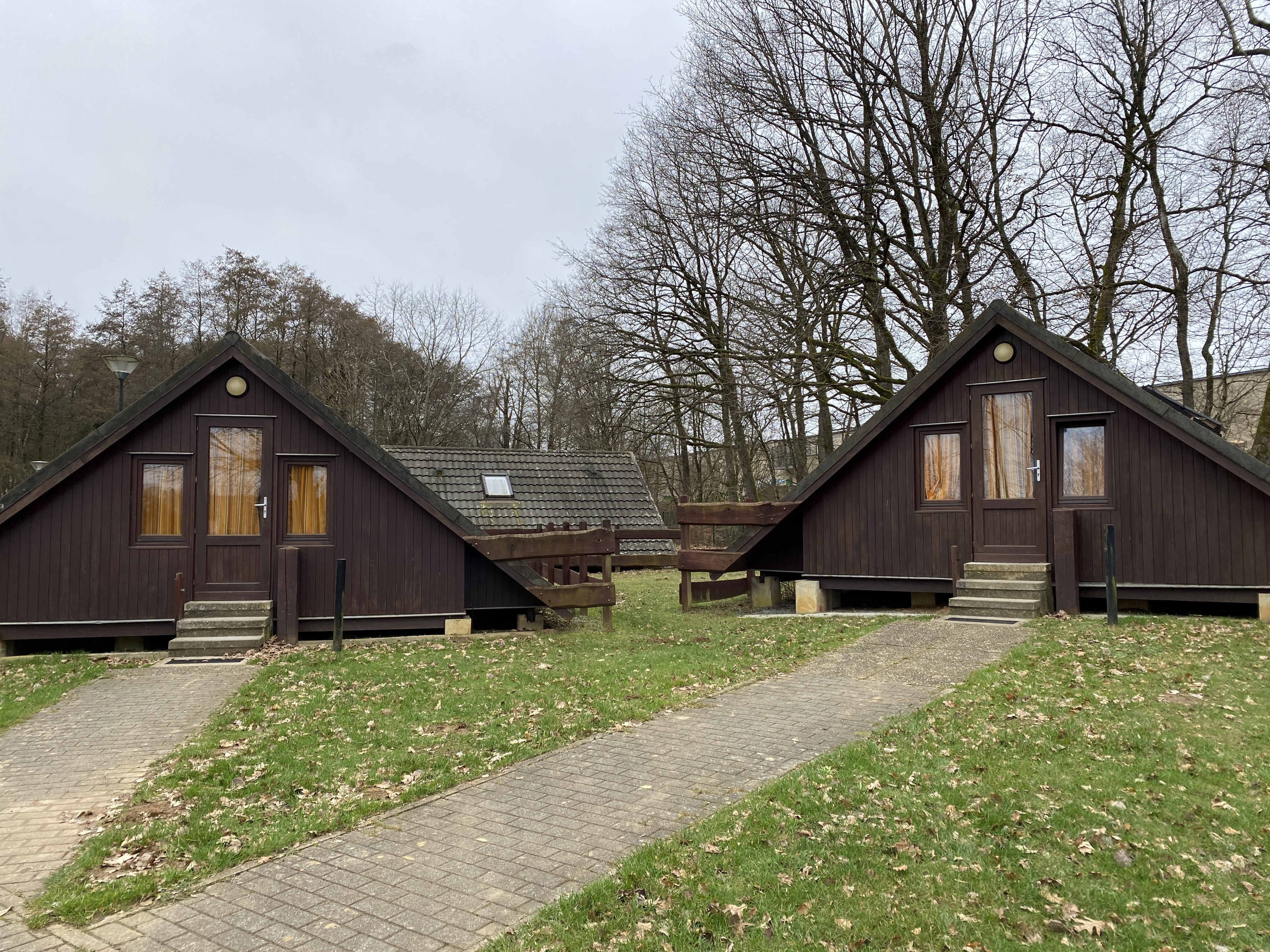
Deux exemples des chalets du Centre Sportif Adeps l'Hydrion.

En raison d’une fréquentation importante en dehors de la période hivernale, la capacité de logements devait être augmentée. Ainsi la Régie du Travail Pénitentiaire construisit une quinzaine de chalets qui étaient destinés à être provisoires. Ces chalets sont venus remplacer les traditionnelles tentes pour accroître la capacité de logements à chaque période.
Les chalets possèdent une capacité de 5 personnes. Ces chalets sont réalisés avec des fondations en plots béton et une structure en bois préfabriqué. La toiture est à double pans en Shingle. Elle suit la topographie du terrain.
Tous les chalets ont été rénovés en 2005. Ainsi, chaque chalet dispose de sanitaires. En effet, avant un seul chalet avec un gabarit légèrement plus important était dédié à cette fonction. Ils sont isolés et les châssis ont été modifiés avec notamment l’ajout de Velux pour permettre plus de luminosité naturelle à l’intérieur.
Ils sont plébiscités et utilisés par les jeunes stagiaires pendant l’été. Les chalets sont l'une des caractéristiques des complexes sportifs de l'ADEPS construits à la même époque que L’Hydrion. On peut également les trouver dans plusieurs autres centres de l’ADEPS comme au Centre Sportif de la Fraineuse à Spa ou encore au centre sportif Les Deûs Oûtes à Engreux.

## Liens Externes
«Neuf millions d’investissements au Centre Adeps L’Hydrion à Arlon.» Les Éditions de l’Avenir Presse
«Arlon: un demi-siècle de sport à l’Hydrion.» Les Éditions de l’Avenir Presse